# あざみ野

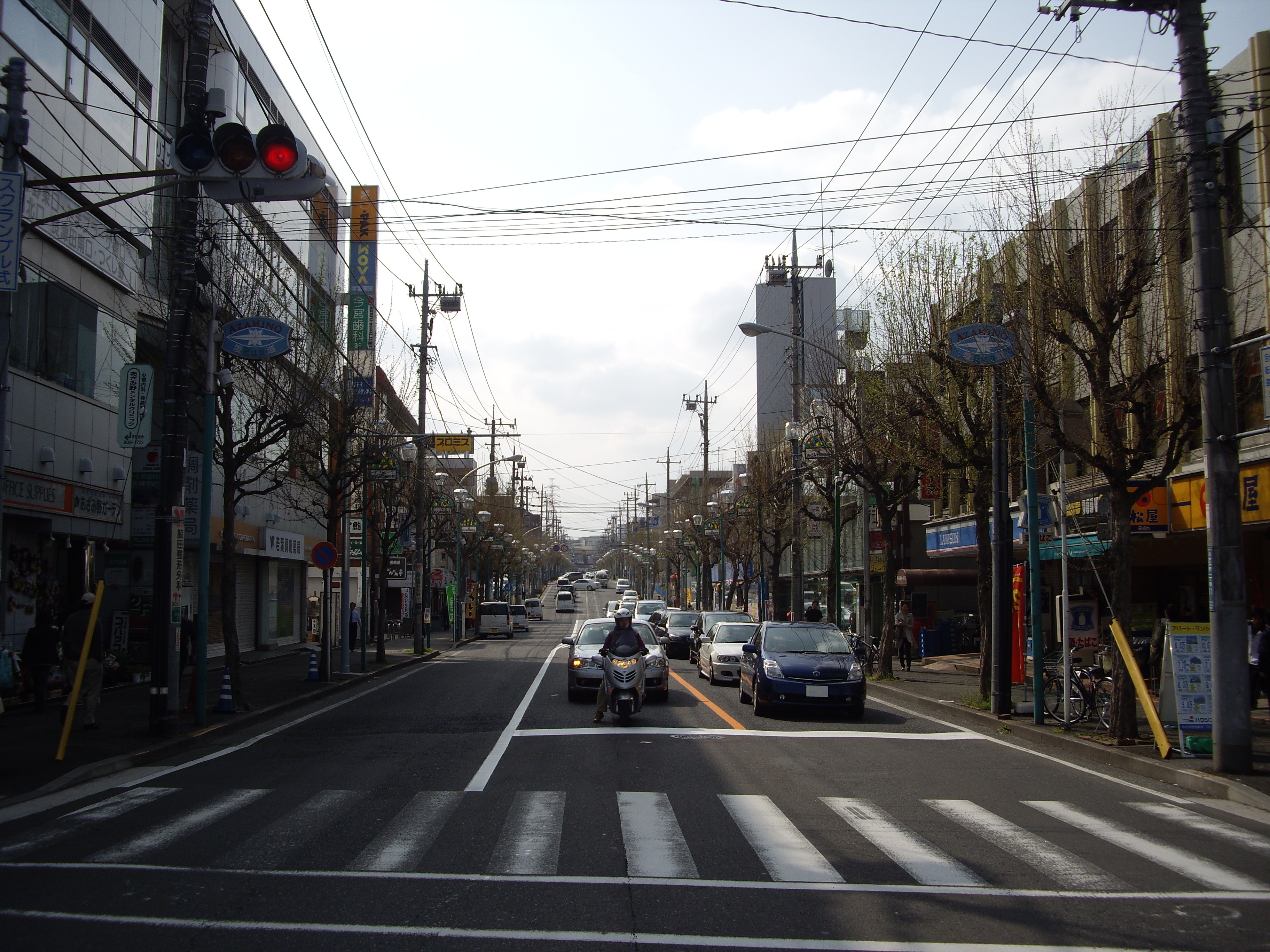
あざみ野駅西口（あざみ野商店会）

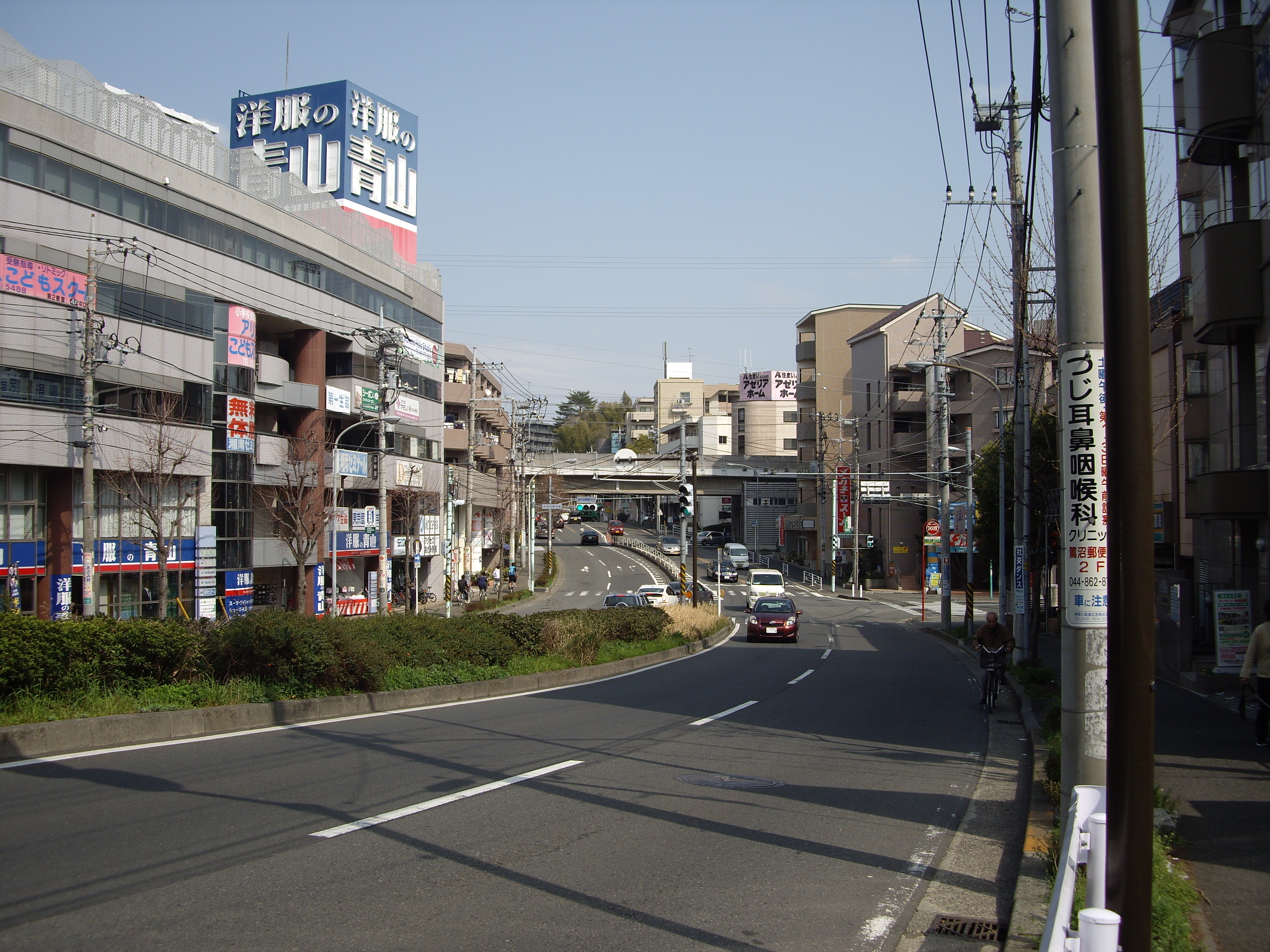
あざみ野駅入口交差点前（あざみ野一丁目・美しが丘五丁目）

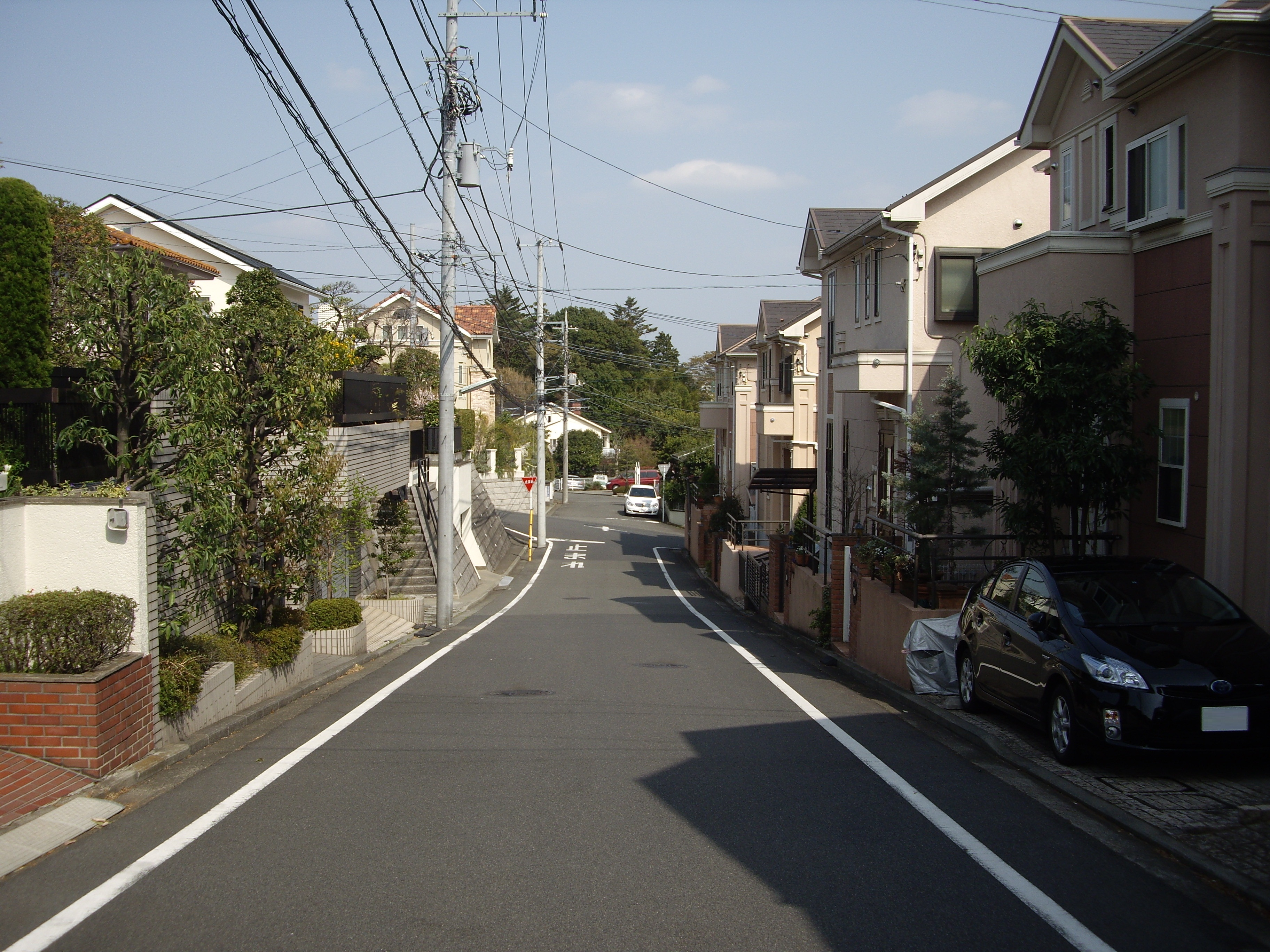
あざみ野四丁目

あざみ野（あざみの）は、神奈川県横浜市青葉区の町名。現行行政地名はあざみ野一丁目からあざみ野四丁目。住居表示未実施区域。

## 地理
青葉区東部に位置する。全域が東急電鉄によって開発された多摩田園都市となっており、町域内には東急田園都市線･横浜市営地下鉄ブルーラインあざみ野駅がある。あざみ野駅周辺や早渕川沿いが商業地となっているほかは、主に住宅地として利用される。
一丁目に横浜市立あざみ野中学校、三井住友銀行あざみ野支店、二丁目に東急田園都市線・横浜市営地下鉄ブルーラインあざみ野駅、あざみ野駅内郵便局、横浜あざみ野郵便局、みずほ銀行あざみ野支店、三規庭、三丁目に横浜市立あざみ野第二小学校、四丁目に横浜市立あざみ野第一小学校、三・四丁目にかけて公団あざみ野団地がある。
東は新石川、西は大場町・みすずが丘、南はあざみ野南、北は元石川町・美しが丘と接している。

### 地価
住宅地の地価は、2025年（令和7年）1月1日の公示地価によれば、あざみ野二丁目23番24の地点で48万4000円/m²、あざみ野三丁目21番11の地点で36万5000円/m²、あざみ野四丁目26番16の地点で40万1000円/m²となっている。

## 歴史

### 沿革
- 1976年（昭和51年）1月15日 - 土地区画整理事業（元石川大場）[8]に伴い、横浜市緑区元石川町、大場町、美しが丘五丁目の各一部より、横浜市緑区あざみ野一丁目～四丁目を新設[9]。
- 1977年（昭和52年）
  - 5月25日 - 二丁目に東急田園都市線あざみ野駅が開業。
  - 7月 - 元石川町にあった緑区役所山内出張所が山内支所となり、あざみ野に移転。
- 1981年（昭和56年） - 三・四丁目に公団あざみ野団地を建設。
- 1986年（昭和61年）7月 - 緑区役所山内出張所を廃止（11月、市ケ尾町に緑区北部支所を設置）。
- 1992年（平成4年）9月6日 - 土地区画整理事業に伴い、荏田町、大場町、元石川町、あざみ野三丁目の一部をあざみ野二丁目に、あざみ野二丁目の一部をあざみ野南三丁目に、荏田町、大場町の一部をあざみ野三丁目に編入する[10]。
- 1993年（平成5年）3月18日 - 二丁目に横浜市営地下鉄（現:ブルーライン）あざみ野駅が開業。
- 1994年（平成6年）11月6日 - 港北区と緑区を再編し、青葉区と都筑区を新設。横浜市青葉区あざみ野一丁目～四丁目となる[11]。
- 1995年（平成7年）3月16日 - 土地区画整理事業に伴い、大場町の一部をあざみ野三丁目に編入する[12]。

### 地名の由来
元は旧緑区の元石川町、大場町、美しが丘五丁目の一部であった。1970年代に入って多摩田園都市の開発が進み、区域の人口の増加する中、新しい町名が設けられることになった。1976年（昭和51年）に地元の要望で、アザミが咲き乱れる野のイメージから、「あざみ野」という地名が設けられた典型的な瑞祥地名。1977年（昭和52年）に当時の田園都市線では最も新しい駅となるあざみ野駅が開業したが、これは町名に基づいた駅名である。

### 町名の変遷
| 実施後         | 実施年月日                | 実施前（各町名ともその一部）     |
| -------------- | ------------------------- | -------------------------------- |
| あざみ野一丁目 | 1976年（昭和51年）1月15日 | 元石川町の一部                   |
| あざみ野二丁目 | 1976年（昭和51年）1月15日 | 元石川町、大場町の各一部         |
| あざみ野三丁目 | 1976年（昭和51年）1月15日 | 元石川町、大場町の各一部         |
| あざみ野四丁目 | 1976年（昭和51年）1月15日 | 元石川町、美しが丘五丁目の各一部 |

## 世帯数と人口
2025年（令和7年）6月30日現在（横浜市発表）の世帯数と人口は以下の通りである。
| 丁目           | 世帯数    | 人口     |
| -------------- | --------- | -------- |
| あざみ野一丁目 | 2,217世帯 | 4,577人  |
| あざみ野二丁目 | 1,927世帯 | 4,022人  |
| あざみ野三丁目 | 2,019世帯 | 4,599人  |
| あざみ野四丁目 | 1,902世帯 | 4,484人  |
| 計             | 8,065世帯 | 17,682人 |

### 人口の変遷
国勢調査による人口の推移。
| 年                 | 人口   |
| ------------------ | ------ |
| 1995年（平成7年）  | 14,502 |
| 2000年（平成12年） | 14,608 |
| 2005年（平成17年） | 16,744 |
| 2010年（平成22年） | 16,591 |
| 2015年（平成27年） | 16,363 |
| 2020年（令和2年）  | 17,034 |

### 世帯数の変遷
国勢調査による世帯数の推移。
| 年                 | 世帯数 |
| ------------------ | ------ |
| 1995年（平成7年）  | 5,279  |
| 2000年（平成12年） | 5,590  |
| 2005年（平成17年） | 6,638  |
| 2010年（平成22年） | 6,906  |
| 2015年（平成27年） | 6,949  |
| 2020年（令和2年）  | 7,359  |

## 学区
市立小・中学校に通う場合、学区は以下の通りとなる（2024年11月時点）。
| 丁目           | 番地 | 小学校                     | 中学校                 |
| -------------- | ---- | -------------------------- | ---------------------- |
| あざみ野一丁目 | 全域 | 横浜市立あざみ野第一小学校 | 横浜市立あざみ野中学校 |
| あざみ野二丁目 | 全域 | 横浜市立あざみ野第一小学校 | 横浜市立あざみ野中学校 |
| あざみ野三丁目 | 全域 | 横浜市立あざみ野第二小学校 | 横浜市立あざみ野中学校 |
| あざみ野四丁目 | 全域 | 横浜市立あざみ野第一小学校 | 横浜市立あざみ野中学校 |

## 事業所
2021年（令和3年）現在の経済センサス調査による事業所数と従業員数は以下の通りである。
| 丁目           | 事業所数  | 従業員数 |
| -------------- | --------- | -------- |
| あざみ野一丁目 | 212事業所 | 2,247人  |
| あざみ野二丁目 | 226事業所 | 2,363人  |
| あざみ野三丁目 | 46事業所  | 231人    |
| あざみ野四丁目 | 61事業所  | 297人    |
| 計             | 545事業所 | 5,138人  |

### 事業者数の変遷
経済センサスによる事業所数の推移。
| 年                 | 事業者数 |
| ------------------ | -------- |
| 2016年（平成28年） | 532      |
| 2021年（令和3年）  | 545      |

### 従業員数の変遷
経済センサスによる従業員数の推移。
| 年                 | 従業員数 |
| ------------------ | -------- |
| 2016年（平成28年） | 5,624    |
| 2021年（令和3年）  | 5,138    |

## 交通
- 東急田園都市線・横浜市営地下鉄ブルーラインあざみ野駅

## 施設
- 横浜市立山内図書館 - 横浜市内の図書館の中では横浜市中央図書館に次ぐ規模の蔵書数である。また、その下の地区センターは市民の交流の場になっている。
- 横浜市立あざみ野第一小学校
- 横浜市立あざみ野第二小学校
- 横浜市立あざみ野中学校
- 青葉警察署 あざみ野駅前交番
- あざみ野駅内郵便局
- 横浜あざみ野郵便局
- 三井住友銀行あざみ野支店
- みずほ銀行あざみ野支店
- あざみ野東急ストア
- ルームズ大正堂 あざみ野店
- 三規庭（ミキテイ）
- 四季芸術センター（劇団四季拠点の稽古場施設）[22]
- アートフォーラムあざみ野
- 満願寺
- 神明社
- あざみ野一丁目公園
- あざみ野一丁目第二公園
- あざみ野一丁目第三公園
- あざみ野三丁目公園
- あざみ野三丁目東公園
- あざみ野四丁目北公園
- あざみ野西公園
- あざみ野東公園
- あざみ野四丁目南公園

## その他

### 日本郵便
- 郵便番号 : 225-0011[3]（集配局：青葉郵便局[23]）

### 警察
町内の警察の管轄区域は以下の通りである。
| 丁目           | 番・番地等 | 警察署     | 交番・駐在所     |
| -------------- | ---------- | ---------- | ---------------- |
| あざみ野一丁目 | 全域       | 青葉警察署 | あざみ野駅前交番 |
| あざみ野二丁目 | 全域       | 青葉警察署 | あざみ野駅前交番 |
| あざみ野三丁目 | 全域       | 青葉警察署 | あざみ野駅前交番 |
| あざみ野四丁目 | 全域       | 青葉警察署 | あざみ野駅前交番 |